# Adam Rapacki (kompozytor)
Adam Rapacki (ur. 13 lipca 1896 w Zakopanem, zm. 16 marca 1935 w Otwocku) – polski dyrygent, śpiewak i kompozytor.

## Życiorys
Ukończył Konserwatorium Towarzystwa Muzycznego w Krakowie w klasie Władysława Żeleńskiego. W latach 1914–1915 pracował jako dyrygent w zespole teatralnym Dantego Baranowskiego w Zakopanem. W latach 1916–1919 był dyrygentem w krakowskim Teatrze Ludowym, a także wykonywał operetkowe partie tenorowe. W latach 1919–1920 kierował orkiestrą w warszawskich teatrach Czarny Kot i Sfinks, znajdujących się przy ul. Marszałkowskiej. Współpracował także z zespołem Józefa Winiaszkiewicza, warszawskim Teatrem Nowości oraz teatrzykami rewii Mignon, Karuzela czy Qui Pro Quo. W 1930 roku występował ze swoim rodzeństwem (Haliną Rapacką oraz Wacławem Rapackim) w Teatrze Morskie Oko, zaś trzy lata później pełnił funkcję dyrygenta w tym teatrze. Ponadto występował jako dyrygent w wielu miastach, między innymi w Bydgoszczy, Lublinie i Łodzi. Napisał wiele piosenek teatralnych i kabaretowych. Skomponował także muzykę do filmu 10% dla mnie oraz melodie do filmu 100 metrów miłości.
Adam Rapacki pochodził z rodziny aktorskiej. Był wnukiem Wincentego Rapackiego (starszego) oraz synem Wincentego Rapackiego (młodszego) i Heleny Zimajer. Był bratem Haliny Rapackiej oraz Wacława Rapackiego. 20 maja 1919 ożenił się ze śpiewaczką Leonardą Kosiarską, która także udzielała się jako artystka teatralna.